# Ziekte van Dercum
De ziekte van Dercum of adipositas dolorosa is een zeldzame aandoening, die grote invloed heeft op de kwaliteit van leven van de patiënt. Het is eerder een syndroom dan een ziekte en wordt gekarakteriseerd door meerdere, pijnlijke lipomen. Deze lipomen bevinden zich vooral op de romp, de bovenarmen en bovenbenen. Ze onderscheiden zich van 'normale' lipomen doordat ze zeer gevoelig en pijnlijk zijn.

## Geschiedenis
De ziekte van Dercum werd oorspronkelijk beschreven in de medische literatuur in 1892 door de Amerikaanse arts Frances Xavier Dercum. In 1996 werd een artikel gepubliceerd in The Journal of the Swedish Medical Association n.a.v. onderzoek door Håkan Brorson, (M.D., Ph.D. Department of Plastic and Reconstructive Surgery, Malmö University Hospital) en Birger Fagher, (M.D., Ph.D. Associate Professor, Department of Internal Medicine, Lund University Hospital). 

## Symptomen
De pijn kan zeer intens zijn en kan worden omschreven als stekend of brandend. De pijn is chronisch en progressief, maar varieert veelal in cycli. De precieze oorzaak van de pijn is onbekend. Verondersteld wordt dat de lipomen op omliggende zenuwen drukken. De lipomen variëren meestal tussen enkele millimeters en 10 cm, maar kunnen ook groter dan 10 cm worden. Lipomen kunnen overal op of in het lichaam voorkomen waar (overvloedige) vetcellen zitten.

### Andere veel voorkomende symptomen
- verstoorde slaap, veel patiënten hebben problemen met slapen vanwege de pijn, maar andere vormen van slaapstoornissen komen ook voor;
- algemene vermoeidheid, verergering met zelfs lichte activiteit zoals bekend bij C.V.S./M.E.;
- stijfheid na rust vooral in de ochtend;
- pijn in de pols, ellebogen, heupen, staartbeen en de lange botten van de armen en benen;
- geheugenstoornissen en concentratieproblemen waardoor het moeilijk is om nieuwe dingen te leren en intellectueel veeleisende taken te volbrengen;
- patiënten voelen vaak warm aan, sommige hebben 38,5 tot 39 graden koorts, enkele weken op rij, met meer pijn en arbeidsongeschiktheid als gevolg;
- gevoeligheid onder de voeten, alsof er op glas gelopen wordt;
- gevoeligheid van de huid, bij het dragen van nauwsluitende kleding of het nemen van een douche;
- infectiegevoeligheid. Veel meer pijn tijdens infecties of actieve allergie aanvallen;
- heftige pijnaanvallen die nauwelijks te onderdrukken zijn.

## Behandeling
De ziekte is moeilijk te behandelen. Er zijn niet genoeg studies gedaan om te bewijzen dat voeding en supplementen kunnen helpen. De behandeling is gericht op het verminderen van de pijn: uitgebreide chirurgische resectie van de lipomen onder algehele narcose lijkt op de middellange termijn een acceptabel resultaat te bieden. Ook zijn er behandelingen bekend door middel van liposuctie, maar dan komen de lipomen meestal terug.
Als medicatie worden in eerste instantie vooral ontstekingsremmers en pijnbestrijdingsmiddelen voorgeschreven.